# 古桂耀
古桂耀（英語：Johnny Ku Kwai-yiu），前香港東區區議會翠灣選區議員，他的職業是大廈保養技術員，是前社會民主連線成員。

## 區議會選舉
- 1999年香港區議會選舉，古桂耀參選翠灣區與爭取連任的民建聯鄧禮明角逐，結果古以1,330票敗於鄧的2,054票。
- 2003年香港區議會選舉，古桂耀跟隨曾健成於2000年退出民主黨後，以無黨派身份參選，以1,684票敗於1,827票的民建聯鄧禮明。
- 2006年東區區議會翠灣選區補選，古桂耀以1,733票多於民建聯姜淑敏的1,694票首次奪得翠灣區的區議員議席。
- 2007年香港區議會選舉，古桂耀跟隨曾健成加入社民連參選，結果以二百多票差距打敗民建聯姜淑敏連任翠灣區區議員。
- 在2011年香港區議會選舉中，被唯一對手民建聯關瑞龍以2,336票多於社民連古桂耀的1,926票再度落敗。
- 在2015年香港區議會選舉中，古桂耀以獨立身分擊敗民建聯的關瑞龍、香港島各界聯合會的黎梁笑群及新青年聯盟的尹梓烽，重奪翠灣區的區議員議席。
- 2019年香港區議會選舉，古桂耀以3,569票連任翠灣區區議員[3][4]。

## 議會問政

### 政府突取消監警會會議

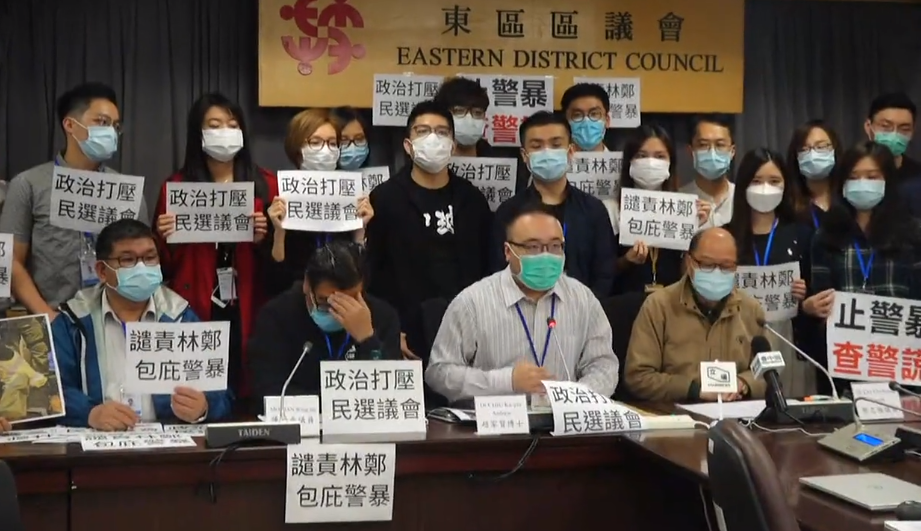
2020年3月10日，東區民主派議員譴責警務處不尊重民選議會 拒派員出席檢警會會議

2020年3月10日，東區區議會原定舉行「檢視警方執法及行動特別委員會」第三次會議，討論多項與反送中運動相關議案，包括要求警方交代8月5日晚上北角衝突中的警力問題、在11月在柴灣發射多次催淚彈的原因、於太古城和西灣河的執法行動等事件。不過民政處在會議當日早上突然向委員會成員發出電郵，稱會議的職權範圍「可能涉及全港性執法事宜」和「收到高層命令」而宣布取消會議。警務處也拒絕派員出席。區議會26名民主派議員批評警權凌駕區議會職能，政府高層打壓區議會。

## 被拒絕入境
古桂耀曾於2009年1月28日到澳門旅遊入境時遭到澳門入境職員扣查並以違反《內部保安綱要法》等保安為理而拒絕其入境並被遣返香港。
2019年，古桂耀經深圳灣口岸前往中國內地祭祀，被公安扣查約2小時後被拒入境，期間公安要求古解鎖手機。

## 公職
- 香港東區區議會翠灣選區民選區議員 （2006年至2011年、2016年至2021）
- 地區設施管理委員會副主席 （2006年 至 2011年）
- 文康及社區建設服務委員會委員 （2006年 至 2011年）
- 交通及運輸事務委員會委員 （2006年 至 2011年）
- 食物、環境及衞生委員會委員 （2006年 至 2011年）
- 規劃、工程及房屋委員會委員 （2006年 至 2011年）
- 推廣奧運委員會委員 (2008年)
- 節日慶祝活動專責小組成員（2006年 至 2011年）
- 宣傳區議會工作專責小組成員（2006年 至 2011年）